# روي أبوت
روي أبوت (بالإنجليزية: Roy Abbott)‏ هو سياسي أسترالي، ولد في 30 أغسطس 1927، وتوفي في 19 مارس 2004. حزبياً، نشط في حزب العمال الأسترالي (فرع جنوب أستراليا) ‏. وقد انتخب عضو مجلس النواب جنوب أستراليا من الجمعية عن دائرة Electoral district of Spence ‏ وقد انضم خلال فترته النيابية (12 يوليو 1975 – 24 نوفمبر 1989) للكتلة البرلمانية حزب العمال الأسترالي (فرع جنوب أستراليا) ‏.